# Sangarcía
Sangarcía ist ein Ort und eine Gemeinde (municipio) mit 279 Einwohnern (Stand: 2024) in der zentralspanischen Provinz Segovia in der Autonomen Region Kastilien-León. Neben dem Hauptort Sangarcía gehören die Ortschaften Cobos de Segovia und Etreros zur Gemeinde. Von 1970 bis 1982 war Marazoleja Teil der Gemeinde.

## Lage und Klima
Sangarcía liegt in der kastilischen Meseta in ca. 955 m Höhe ungefähr 22 Kilometer (Fahrtstrecke) westlich der Provinzhauptstadt Segovia. Das Klima ist gemäßigt bis warm; Regen (483 mm/Jahr) fällt mit Ausnahme der trockenen Sommermonate übers Jahr verteilt.

## Bevölkerungsentwicklung
| Jahr      | 1970 | 1981 | 1991 | 2001 | 2011 | 2021 |
| Einwohner | 958  | 763  | 537  | 481  | 417  | 306  |

## Sehenswürdigkeiten

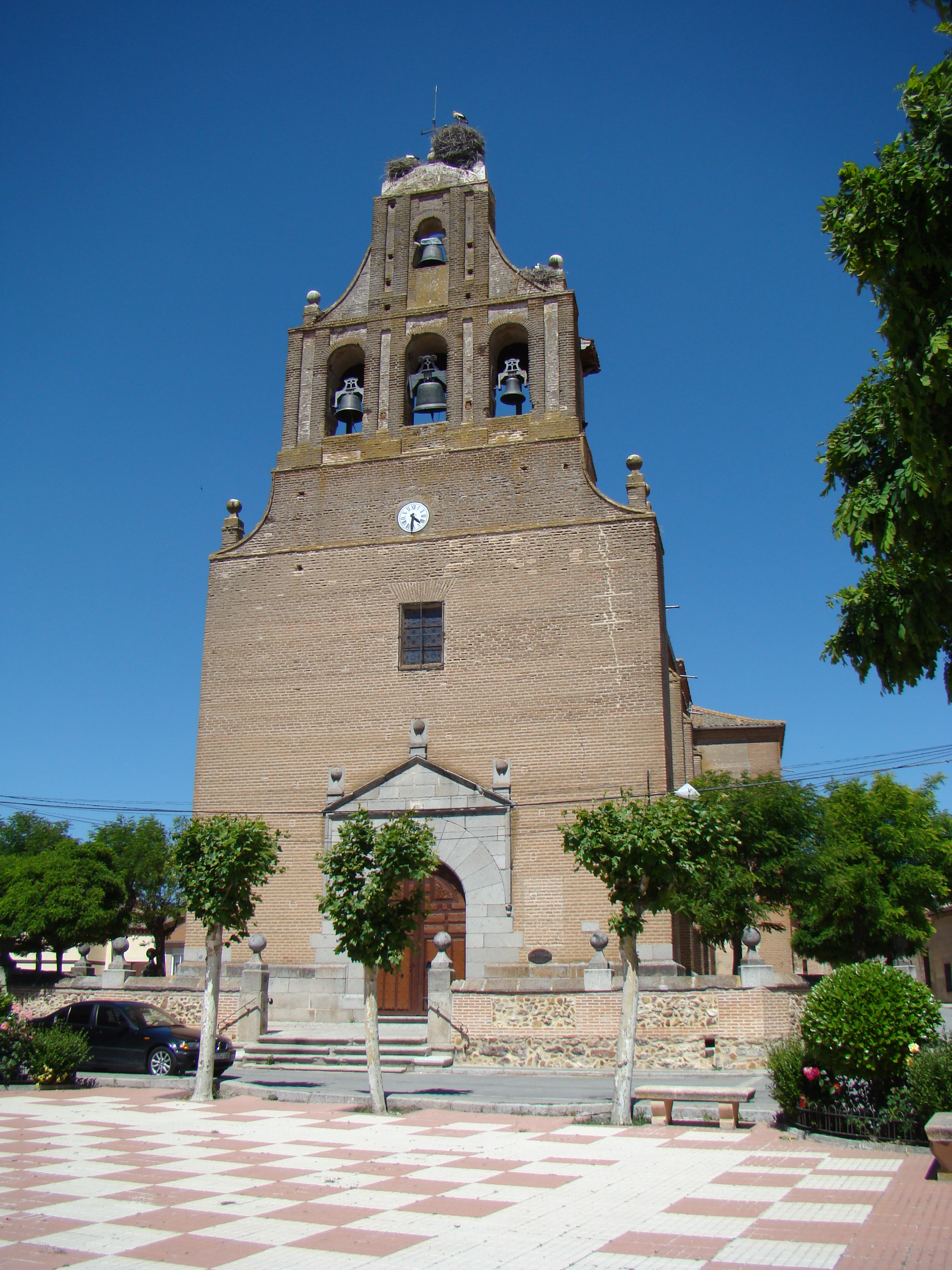
Bartholomäuskirche
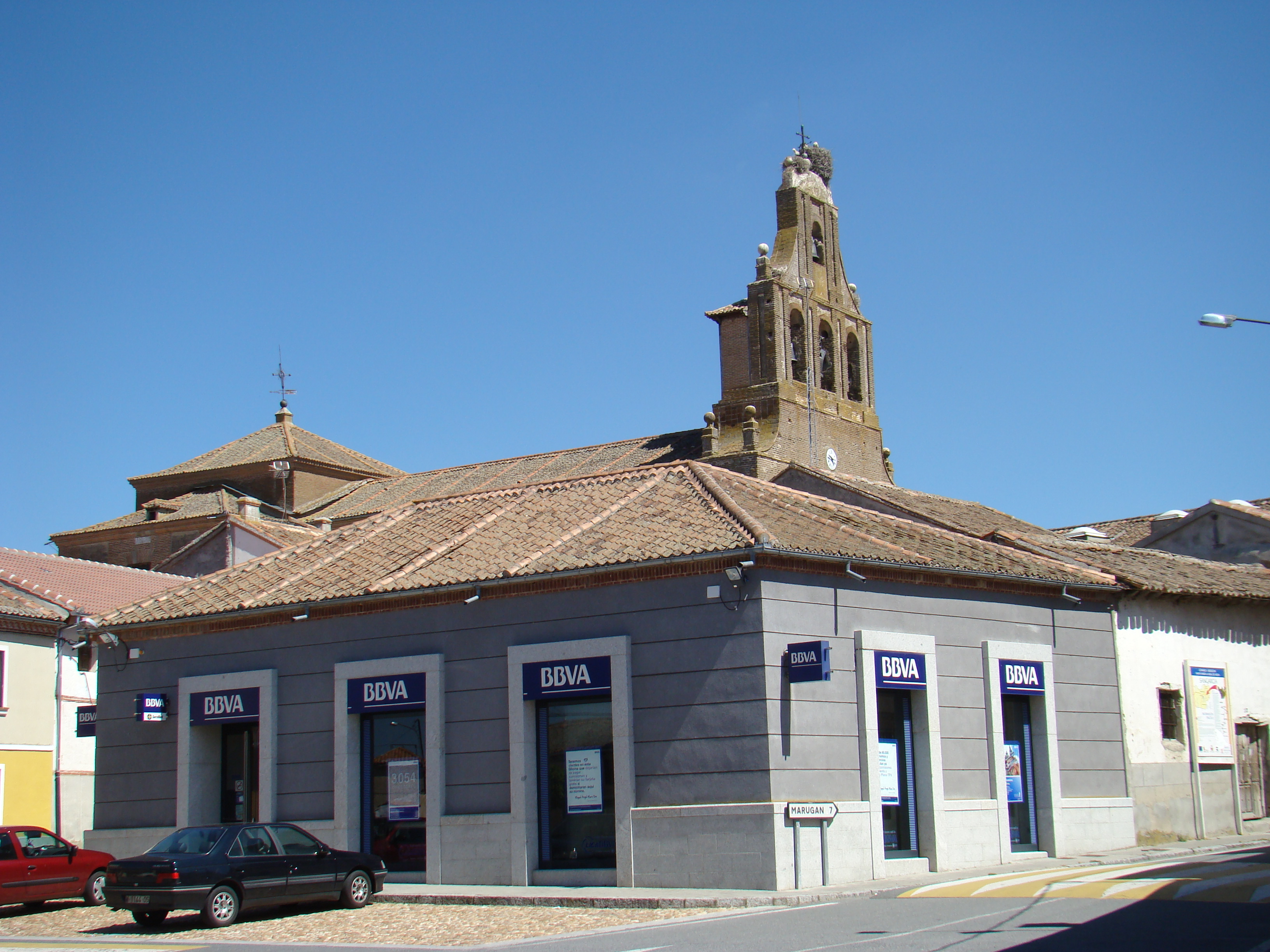
Michaeliskapelle
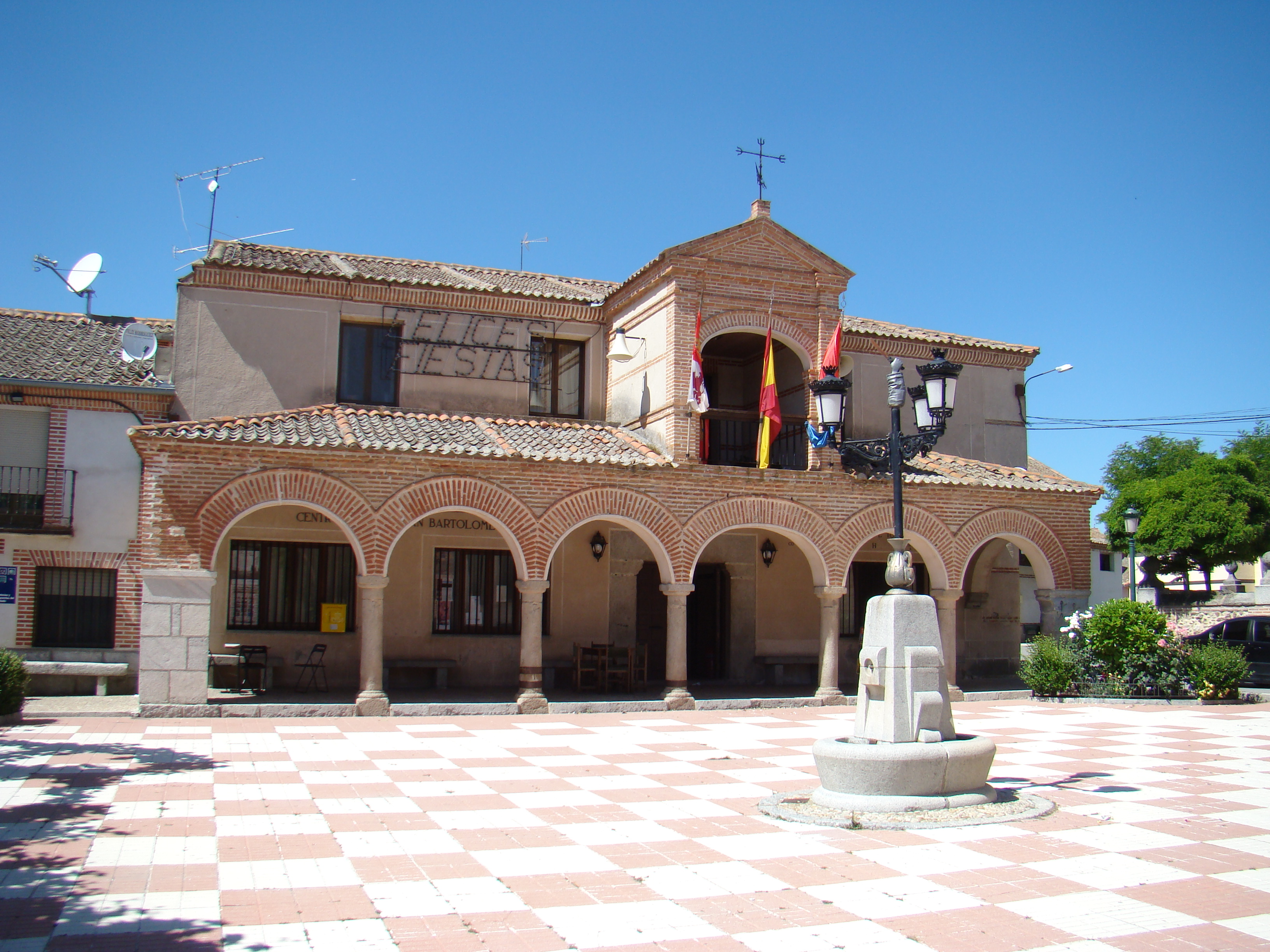
Barbarakapelle in Moñibas

- Bartholomäuskirche
- Michaeliskapelle
- Rathaus